# Vincente-Marie López y Vicuña
Pour les articles homonymes, voir López et Vicuña (homonymie).
Vincente-Marie López y Vicuña (en espagnol Vicenta María López y Vicuña), née à Cascante le 22 mars 1847 et morte à Madrid le 26 décembre 1890, est une religieuse, fondatrice de la congrégation des religieuses de Marie Immaculée. Elle est considérée comme sainte par l'Église catholique et célébrée le 26 décembre. 

## Biographie
Vicenta naît à Cascante en 1847, son père, José María López Jiménez, avocat au barreau de Pampelune, s'occupe de son instruction. Son oncle, qui est prêtre, à grandement influencé son éducation chrétienne. 
À partir de 1857, elle se rend à Madrid pour compléter son éducation auprès de sa tante Maria Eulalia Vicuña, qui fait partie de la haute société. Cette dernière est très attentive aux besoins des autres, elle est membre d'une association de laïcs engagés dans la visite des hôpitaux et l'éducation des jeunes filles. Vicenta accompagne souvent sa tante dans ses visites à La Casita, une maison ouverte pour accueillir les filles sans ressources, qui sont accueillies et éduquées pendant qu'elles cherchent un emploi comme domestiques, empêchant ainsi les jeunes sans travail de tomber dans la misère.
À 17 ans, elle décide de consacrer entièrement sa vie à ce ministère et voit la nécessité de fonder une congrégation religieuse pour assurer sa continuité et l'expansion de l'œuvre, en mars 1868, elle fait les exercices spirituels dans un monastère de la Visitation qui la confirme dans sa décision. Elle écrit à ses parents pour les informer de son choix, ils s'opposent au projet et la forcent à retourner à Cascante, où elle reste sept mois. 
Elle retourne à Madrid en février 1869 pour se consacrer entièrement au développement de l'institut et écrire les statuts et règlements de la nouvelle congrégation. Le 11 juin 1876, le bienheureux Ciriaco María Sancha y Hervás, évêque de Tolède, remet l'habit religieux à Vincente-Marie et à deux autres compagnes : c'est la naissance des Religieuses de Marie Immaculée. Le 16 juillet suivant, six autres filles sont admises dans l'institut. 
Des difficultés se présentent, les moyens financiers sont rares, les nouvelles vocations viennent lentement. Vicenta Maria est touchée par la tuberculose en 1879, mais reste intimement persuadée que l'œuvre est voulu par Dieu, elle ne ménage aucun effort ou sacrifice pour l'expansion de la congrégation qui reçoit l'approbation pontificale de Léon XIII le 18 avril 1888. Son œuvre s'étend, en 1890 elle a cinq maisons à Saragosse, Jerez, Barcelone, Burgos et Madrid, puis d'autres en Europe, en Amérique et en Afrique. 
Elle décède le 26 décembre 1890, son procès en béatification est introduit en 1915, elle est béatifiée par le pape Pie XII le 19 février 1950 et canonisée par le pape Paul VI le 25 mai 1975. Sa fête est célébrée le 26 décembre.

## Source
- (ca) Cet article est partiellement ou en totalité issu de l’article de Wikipédia en catalan intitulé « Vicenta María López y Vicuña » (voir la liste des auteurs).